# Ulysses G. Denman

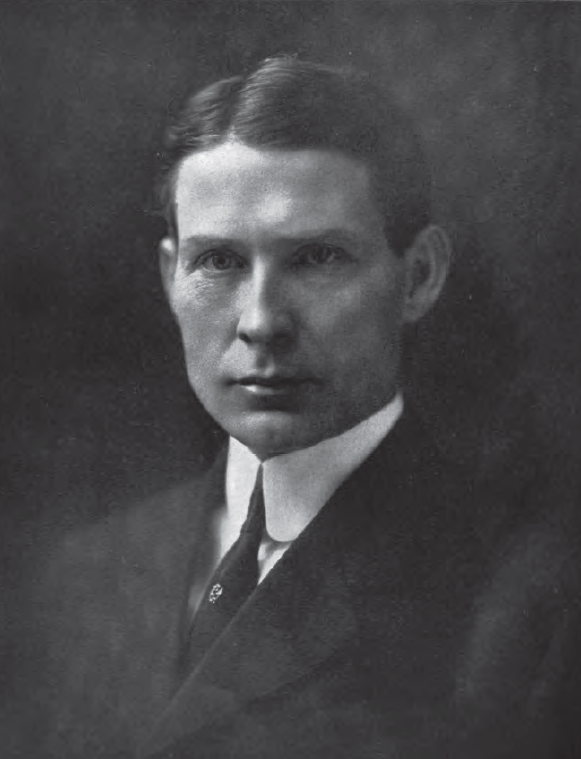
Ulysses G. Denman

Ulysses Grant Denman (* 26. November 1866 in Willshire, Ohio; † 30. Oktober 1962 in Toledo, Ohio) war ein amerikanischer Jurist und Politiker (Republikanische Partei). Er war von 1908 bis 1911 Attorney General von Ohio und von 1911 bis 1914 United States District Attorney für den Nordbezirk von Ohio.

## Werdegang
Ulysses Grant Denman wurde ungefähr ein Jahr nach dem Ende des Bürgerkrieges im Van Wert County geboren und wuchs dort auf. Er besuchte öffentliche Schulen in Willshire, die National Normal University in Lebanon (Ohio) und die Northern Indiana Normal School in Valparaiso (Indiana). Dann wurde er 1889 zum Superintendent of the Public Schools of Willshire ernannt – eine Stellung, der er drei Jahre lang nachging. Danach begann er Jura an der University of Michigan Law School zu studieren. 1894 machte er dort seinen Abschluss. Seine Zulassung als Anwalt in Ohio erhielt er im selben Jahr. 1904 verhandelte er Fälle vor dem Obersten Gerichtshof der Vereinigten Staaten.
Am 26. Dezember 1890 heiratete er Francis May Neptune. Das Paar hatte eine Tochter. Denman war Methodist und Angehöriger des Benevolent and Protective Order of Elks (BPOE). Er praktizierte in Toledo (Ohio) als Anwalt.
Zwischen 1899 und 1901 war er Assistant City Solicitor von Toledo. Er vertrat dann zwischen 1902 und 1903 das Lucas County im Repräsentantenhaus von Ohio. 1908 wurde er als Republikaner zum Attorney General von Ohio gewählt. Am 6. November 1908 trat sein Vorgänger Wade H. Ellis von seinem Amt als Attorney General zurück. Der Gouverneur von Ohio, Andrew L. Harris, ernannte Denman daraufhin vorab zum neuen Attorney General, um die Vakanz, die bis zum Beginn seiner zweijährigen Amtszeit im Januar 1909 andauern würde, zu füllen. Denman wurde 1911 als Nachfolger von William Louis Day zum United States District Attorney für den Nordbezirk von Ohio ernannt – eine Stellung, die er bis zu seinem Rücktritt 1914 bekleidete. Er verstarb 1962 in einem Altersheim in Toledo.